# Tommy Gunn (actor)
Tomás José Strada (Cherry Hill, 13 de mayo de 1967), conocido por su nombre artístico como Tommy Gunn, es un actor pornográfico estadounidense.

## Carrera
Comenzó su carrera en películas pornográficas en 2004, pronto fue reconocido con un Premio AVN como el Mejor Macho recién llegado del 2005. Asimismo, recibió en el 2006 el premio AVN al Mejor Actor de reparto por su papel en Piratas y un segundo AVN Macho Artista del Año 2007.
En 2009, Gunn dirigió y protagonizó la película Cummin' En 3D.

### Apariciones Especiales
En 2007 Gunn apareció en el vídeo "The Moneymaker" de la banda americana de indie rock Rilo Kiley. En 2010 Gunn apareció en un episodio de Entourage. En el año 2011 había un facturados papel en Mommy & Me, una película de comedia, dirigida por Jennifer James. En 2014, apareció en la película de terror Wolves, dirigida por David Hayter.

### Empresas
En febrero de 2012, lanzó su propia línea de ropa interior.

## Vida personal
Estuvo casado con la actriz porno Rita Faltoyano de 2005 a 2008. Cuando se le preguntó durante una entrevista en agosto de 2007 de que si hubo un romance entre él y su compañera, la estrella porno, Ashlynn Brooke, la respuesta de Gunn fue "creo que nos estamos convirtiendo en algo más." Gunn y Brooke ya han terminado su relación.
Gunn tenía una furgoneta a prueba de zombi, que vendió en el programa de televisión El precio de la Historia por U$D 11.000.

## Premios

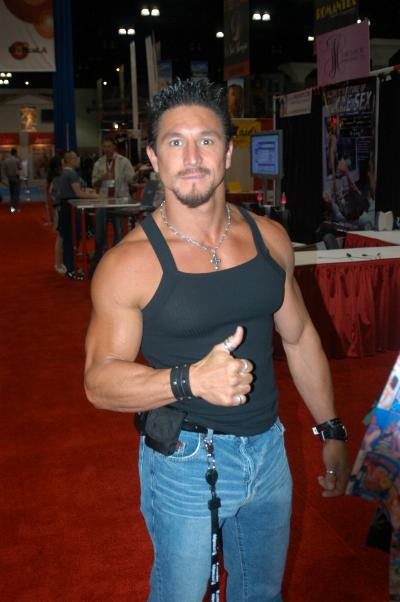
Gunn en 2007.

- 2005 Premio AVN – Mejor Macho recién llegado[7]
- 2005 Premio XRCO – Nuevo semental[8]
- 2006 Premio AVN – Mejor a las Parejas Escena de Sexo (Video) – Estrella del Porno (con Brittney Skye)[9]
- 2006 Premio AVN – Mejor Actor de reparto (Video) – Piratas[9]
- 2006 Eroticline Premio – Mejor Actor Internacional[10]
- 2006 NightMoves el Premio a Mejor Nuevo Director (Fan)[11]
- 2007 Premio AVN – Mejor Escena de Sexo de Grupo (Película) – a la MIERDA (con Carmen Hart, Katsuni, Kirsten Precio, la Mia Smiles, Eric Masterson, Chris Cannon & Randy Spears)[12]
- 2007 Premio AVN – Mejor Escena de Sexo Oral (Película) – a la MIERDA (con Ice LaFox, Eric Masterson, Marcus London & Mario Rossi)[12]
- 2007 Premio AVN – Mejor Escena de Sexo POV – jack's POV 2 (con Naomi)[12]
- 2007 Premio AVN – Macho Artista del Año[12]
- 2007 Premio XRCO – Macho Artista del Año[13]
- 2008 NightMoves Premio de Mejor Intérprete Masculino (Fan)[14]
- 2009 NightMoves Salón de la Fama integrante de[15]
- 2011 NightMoves Premio de Mejor Intérprete Masculino (Elección del Editor)[16]
- 2011 xbiz Award – Macho Artista del Año[17]
- 2015 xbiz Award – Mejor Escena de - Parejas-Temática de la Liberación de la Indomable Corazón (con Anikka Albrite)[18]
- 2016 Integrante de Salón de la Fama AVN[19]

## Filmografía
| Año  | La película | Papel      | Notas |
| ---- | ----------- | ---------- | ----- |
| 2011 | Mommy & Me  | Sleazy Sam |       |

| Año  | Título    | Papel       | Notas                     |
| ---- | --------- | ----------- | ------------------------- |
| 2010 | Entourage | Porno Vince | Episodio: "Lose Yourself" |